# Unterklasse (Soziologie)
Mit dem Begriff der Unterklasse (engl. underclass) werden Gruppierungen bezeichnet, die von den integrierenden Institutionen der Gesellschaft, insbesondere vom Arbeitsmarkt und den Systemen der sozialen Sicherung, aber auch von der Teilhabe an Bildung, Konsum und Kultur dauerhaft ausgeschlossen sind; er gehört also in den Umkreis der Diskussion um soziale Ausgrenzung (Exklusion). Im Fokus der modernen US-amerikanischen Untersuchungen steht meist die konkrete Lebenssituation in nordamerikanischen Ghettos.
Häufig wird auf die marxsche Charakterisierung des Lumpenproletariats verwiesen, in der die Bezeichnung „Unterklasse“ jedoch nicht verwendet wird. Gegenüber dem ähnlichen Begriff „Unterschicht“ betont die deutsche Übersetzung den kapitalismuskritischen Unterton und die gemeinsamen Kampfinteressen der Angehörigen der Unterklasse (siehe auch den Artikel Neue Unterschicht). Im Gegensatz zum englischen Begriff class versteht man in der deutschen Soziologie unter „Klassen“ soziale Gruppierungen, die in Beziehung zueinander stehen. Dieses Verständnis geht auf die marxsche Klassentheorie zurück und nicht den Begriff der sozialen Schicht bzw. des sozialen Milieus.

## Die Entwicklung des Begriffs

### Unterklasse als „Defektive Klasse“
Der Begriff „underclass“ wurde gegen Ende des 19. Jahrhunderts zunächst als kriminalanthropologischer Begriff im Umfeld der Degenerationstheoretiker (Cesare Lombroso) eingeführt. Lothrop Stoddard sprach im gleichen Sinne 1922 in seinem Buch The Revolt against Civilisation. The Menace of the Under Man von den „defektive classes“ der „Under Men“ (Untermenschen).

### Kultur der Armut
1963 wurde der Begriff von Gunnar Myrdal erneut mit einer anderen Bedeutung in die soziologische Diskussion eingeführt.
Der Begriff der „Kultur der Armut“ oder auch „culture of poverty“ stammt von dem amerikanischen Anthropologen Oscar Lewis. Er entwickelte ihn auf der Basis familienzentrierter Feldforschung in Ländern der Dritten Welt. Zentrale These ist dabei, dass diese Kultur persistent, also stabil sei. Die Merkmale der Kultur würden zwischen den Generationen weitergegeben. Sei die Kultur erst einmal entstanden, verselbständige sie sich gegenüber ihren Entstehungsbedingungen und bleibe auch dann bestehen, wenn diese nicht mehr wirkten. Ihre Entstehung sei an bestimmte Bedingungen geknüpft:
- eine hohe Rate der Dauerarbeitslosigkeit (bei niedriger Qualifizierung der Arbeitskraft),
- fehlende soziale Organisation.

### Kontroverse um Murrays Begriff der Unterklasse
Diese These wurde in den frühen 1980er Jahren von dem Amerikaner Charles Murray aufgegriffen und „auf den Kopf gestellt“ (Kronauer). Murray machte die Maßnahmen des Wohlfahrtsstaats und ihre Empfänger selbst dafür verantwortlich, dass sich unter den Abhängigen des Sozialstaats Faulheit, Gewaltbereitschaft, sexuelle Unmoral und Drogenmissbrauch ausbreiteten und von Generation zu Generation weitervererbt würden. Er bejahte eine Übertragbarkeit der Entwicklung auf die entwickelteren Wohlfahrtssysteme Westeuropas und sah die Lösung im Abbau sozialstaatlicher Unterstützung. Dieses Verständnis wird in letzter Zeit durch die Veröffentlichungen Paul Noltes wiederbelebt. Es wird jedoch in der soziologischen Debatte weitgehend zurückgewiesen, da die soziale Ausgrenzung in solchen Überlegungen fälschlicherweise den Ausgegrenzten, nicht den Ausgrenzungsmechanismen zur Last gelegt werde (vg. Kronauer 1996).
Nachdem die Konservativen den Diskurs einige Jahre beherrscht hatten, erschien 1987 William Julius Wilsons empirische Untersuchung über die „wirklich Benachteiligten“ (truly disadvantaged) in den innerstädtischen schwarzen Ghettos amerikanischer Städte. Wilson setzt gegen Lewis’ These die Untersuchung der Lebensbedingungen und die Ursachen zunehmender Ausgrenzung. Die „Kultur der Armut“ ist für ihn eine Folge der Beschränkung ökonomischer und sozialstruktureller Möglichkeiten in den Ghettos. Der zentrale theoretische Begriff ist deshalb auch nicht Armut, sondern soziale Isolation, die aus Rassentrennung und Klassenteilung heraus entsteht.

### Underclass nach Devine/ Wright
Wilsons Ansatz wurde in der Folgezeit systematisiert, z. B. durch Devine/Wright: The Greatest Evils. Urban Poverty and the American Underclass.
Der Begriff underclass umfasst vier verschiedene Aspekte:
- ökonomischer Aspekt – dauerhafte Armut,
- sozialpsychologischer Aspekt – Entfremdung gegenüber der Mehrheit, Ausgrenzung,
- Verhalten – abweichendes oder kriminelles Verhalten, Anomie,
- ökologischer bzw. räumlicher Aspekt – räumliche Konzentration der ersten drei Aspekte Armut, Entfremdung und Anomie.

„Wir bevorzugen eine Definition 'der' underclass als zusammengesetzt aus den Personen, die in städtischen, innerstädtischen Nachbarschaften oder Gemeinschaften leben, in denen hohe und wachsende Armut, vor allem dauerhafte Armut, ein hohes und wachsendes Maß an sozialer Isolation, Hoffnungslosigkeit und Anomie sowie an antisozialen oder dysfunktionalen Verhaltensmustern vorherrschen. Kein einzelner dieser Faktoren reicht für sich  genommen aus, um eine Unterklasse zu bilden; sie müssen alle gleichzeitig vorhanden sein.“

### Kritik am Begriff Unterklasse
Das Phänomen der Armut im Wohlfahrtsstaat – verursacht durch langanhaltende Arbeitslosigkeit und zunehmend weniger aufgehalten durch sozialpolitische Maßnahmen – steht im Kontrast zum Beckschen Fahrstuhleffekt und hat bereits in den 90er Jahren zu der Frage geführt, ob auch die Bundesrepublik bzw. Westeuropa von der Entstehung einer underclass betroffen sei. Anthony Giddens benutzte ihn 1973 in seiner „Klassenstruktur fortgeschrittener Gesellschaften“. Eine Übertragbarkeit des Konzepts wird dabei unterschiedlich beurteilt.
Seit den 1990er Jahren hat sich im Zuge von Massenarbeitslosigkeit und verstärkter sozialer Spaltung in den Industriegesellschaften, insbesondere in Reaktion auf einen Aufsatz von Charles Morris („Is there a British underclass?“, 1993), eine lebhafte Debatte um die Angemessenheit des Begriffs entwickelt. Kontrovers ist vor allem die Frage, ob die Ausgegrenzten tatsächlich einen Kern sozialer Gemeinsamkeiten aufweisen, also eine soziale Klasse darstellen. Doch gibt es auch eine politische Kontroverse darüber, ob Zugehörigkeit zur „Unterklasse“ nicht eine Stigmatisierung der dieser zugerechneten Gruppen darstelle. Das gilt besonders dann, wenn als integrierendes Element der Unterklasse eine Kultur der Armut („culture of poverty“) unterstellt wird.
Loïc Wacquant beschreibt die „Erfindung der Unterklasse“ (deutsch 2023) gar als stigmatisierenden Begriff für ganze Bevölkerungsteile, durch den die Verantwortung für Verarmung allein auf die Betroffenen selbst verlagert werden konnte, ohne strukturelle Ursachen der Gesamtgesellschaft zu thematisieren.